# What Maisie Knew (film)
Pour plus de détails, voir Fiche technique et Distribution.
What Maisie Knew est un film américain réalisé par Scott McGehee et David Siegel en 2012. Il s'agit de l'adaptation du roman Ce que savait Maisie de Henry James, publié en 1897.
Le film a été présenté au Festival international du film de Toronto 2012.

## Synopsis
Une fillette de six ans tente de comprendre la lutte que se livrent ses parents pour sa garde.

## Fiche technique
- Titre : What Maisie Knew
- Réalisation : Scott McGehee et David Siegel
- Scénario : Nancy Doyne et Carroll Cartwright, d'après le roman Ce que savait Maisie de Henry James
- Production : William Teitler, Charles Weinstock, Daniela Taplin Lundberg et Daniel Crown
- Sociétés de production : Red Crown Productions
- Musique : Nick Urata
- Photographie : Giles Nuttgens
- Montage : Madeleine Gavin
- Distribution : Millennium Entertainment
- Genre : Drame
- Durée : 99 minutes
- Pays de production :  États-Unis
- Format : 2.35:1 - Son SDDS Dolby Digital
- Dates de sortie :
  - États-Unis : 7 septembre 2012 (Festival international du film de Toronto 2012)
  - États-Unis : 3 mai 2013

## Distribution
- Onata Aprile : Maisie
- Julianne Moore : Susanna
- Steve Coogan : Beale
- Alexander Skarsgård : Lincoln
- Joanna Vanderham : Margo

## Distinctions

### Récompenses
- Women Film Critics Circle Awards 2013 : Meilleure jeune actrice pour Onata Aprile

### Sélections
- Festival international du film de Toronto 2012 : sélection « Gala Presentations »
- Festival du film de Sydney 2013 : sélection « Features »